# Orumcekia gemata
Orumcekia gemata là một loài nhện trong họ Agelenidae.
Loài này thuộc chi Orumcekia. Orumcekia gemata được Jia-Fu Wang miêu tả năm 1994.